# Кралство Далмация
Кралство Далмация е васално кралство просъществувало от 1815 по 1918 г. под властта на Австрийската империя, а от 1868 г. на Австро-Унгария.
Столица на кралството бил град Задар.
През 1900 г. по етнически състав кралството включва следните народности:
- 475 000 хървати
- 95 000 сърби
- 15 300 италианци

Най-големи градове на кралството (към 1900 г.) са:
- Зара/Задар (32 506)
- Спалато/Сплит (27 198)
- Себеницо/Шибеник (24 751)
- Рагуса/Дубровник (13 174)

Причина за съществуването на отделно и второ хърватско кралство извън другото Кралство Хърватска и Славония е наличието на италиански, т.е. романизирани далмати, което е в основата на италианските претенции към Далмация прераснали след края на Първата световна война в т.нар. спор за Далмация.
Кралството, редом с другото Кралство Хърватска и Славония, и словенското Кралство Илирия, е образувано на територията на бившите илирийски провинции.